# One Dozen Berrys
One Dozen Berrys è il secondo album in studio del cantante Rock and roll statunitense Chuck Berry pubblicato nel marzo 1958 sotto l'etichetta Chess.

## Tracce
LATO A
1. Sweet Little Sixteen
2. Blue Feeling
3. La Jaunda
4. Rockin' at the Philharmonic
5. Oh Baby Doll
6. Guitar Boogie

LATO B
1. Reelin' & Rockin'
2. In-Go
3. Rock and Roll Music
4. How You've Changed
5. Low Feeling
6. It Don't Takes But a Few Minutes

## Singoli
- Oh Baby Doll/Lajaunda
- Rock and Roll Music/Blue Feeling
- Sweet Little Sixteen/Reelin and Rocking